# Horda-Kåre
Horda-Kåre Aslaksson (nórdico antiguo: Hǫrða-Kára, n. 870? – m. 920?) fue un caudillo vikingo y hersir de Hordaland y patriarca de la dinastía noruega Giskeätten. Uno de sus descendientes fue el rey rugio Erling Skjalgsson y también otra figura histórica, Tora Mosterstong, que sería concubina de Harald I de Noruega y madre de Haakon el Bueno. Fue uno de los más antiguos aliados del rey Harald y uno de sus lugartenientes en la Batalla de Hafrsfjord.
Con Horda-Kåre finaliza la estirpe real de los Hordaætta. Con el enlace matrimonial de su hijo Ogmund y una hija de Gyrd Haraldsson, se inicia una nueva etapa de poder absoluto en Rogaland y sus descendientes serían conocidos como miembros de la dinastía Solaætta.

## Descendencia
De las sagas nórdicas se conocen siete hijos, dos hembras y cinco varones:
- Tora Karadatter.
- Torleiv Spake, el Sabio.
- Olmod (n. 897), el Viejo, abuelo de Aslak Fitjaskalle.
- Ogmund aslak Kåreson, padre de Torolv skjalg Ogmundson y abuelo de Erling Skjalgsson.
- Þórður hreða Kåreson, es el personaje principal de Þórðar saga hreðu.
- Ketill (n. 902).[5]
- Vilgerð Karadatter (n. 904), madre de Hrafna-Flóki Vilgerðarson.